# Ictiobus bubalus
Ictiobus bubalus är en fiskart som först beskrevs av Rafinesque, 1818.  Ictiobus bubalus ingår i släktet Ictiobus och familjen Catostomidae. Inga underarter finns listade i Catalogue of Life.